# (35725) Tramuntana
(35725) Tramuntana es un asteroide perteneciente al cinturón de asteroides, descubierto el 27 de marzo de 1999 por Ángel López y Rafael Pacheco desde el Observatorio Astronómico de Mallorca en España.

## Designación y nombre
Designado provisionalmente como 1999 FQ59. Fue nombrado Tramuntana en homenaje a la sierra de Tramontana, que atraviesa la isla de Mallorca de este a oeste, así como al viento del norte, del mismo nombre, habitual en esas tierras.

## Características orbitales
Tramuntana está situado a una distancia media del Sol de 2,580 ua, pudiendo alejarse hasta 2,996 ua y acercarse hasta 2,163 ua. Su excentricidad es 0,161 y la inclinación orbital 5,791 grados. Emplea 1513,47 días en completar una órbita alrededor del Sol.

## Características físicas
La magnitud absoluta de Tramuntana es 15,1 y tiene un periodo de rotación de 2,63 horas.